# Johan Erik Uppling
Johan Erik Uppling, född 23 april 1811 i Jakob och Johannes församling, Stockholm, död 24 april 1871 i Sankt Nikolai församling, Stockholm, var en svensk jurist och riksdagsledamot.

## Biografi
Johan Erik Uppling föddes 1811 i Stockholm. Han blev 1828 student vid Uppsala universitet och avlade 1830 hovrättsexamen. Uppling blev 1848 stadsnotarie i Stockholm och 1852 rådman i staden. Han var riksdagsledamot för borgarståndet i Stockholm vid riksdagen 1856–1858 och blev 1862 magistratssekreterare. Han avled 1871 i Stockholm.

### Familj
Uppling var gift med Anna Johanna Malmborg.